# Aloina cornifolia
Aloina cornifolia är en bladmossart som beskrevs av Delgadillo M. 1975. Aloina cornifolia ingår i släktet toffelmossor, och familjen Pottiaceae. Inga underarter finns listade i Catalogue of Life.